# Le Gentleman et la Parisienne
Pour plus de détails, voir Fiche technique et Distribution.
Le Gentleman et la Parisienne (The Silken Affair) est un film britannique réalisé par Roy Kellino, sorti en 1956.

## Synopsis
Roger Tweakham, comptable pour un fabricant de soie, est confronté à diverses difficultés. D'une part, il se retrouve sous le charme d'une mannequin française, bien qu'il soit marié. D'autre part, il a "arrangé" le bilan de son entreprise pour qu'elle paraisse être plus profitable que son concurrent, fabricant de nylon.

## Fiche technique
- Titre original : The Silken Affair
- Titre français : Le Gentleman et la Parisienne
- Réalisation : Roy Kellino
- Scénario : Robert Lewis Taylor
- Direction artistique : Paul Sheriff
- Photographie : Gilbert Taylor
- Son : Arthur Bradburn
- Montage : Richard Best
- Musique : Peggy Stuart
- Production : Fred Feldkamp
- Production déléguée : Douglas Fairbanks Jr.
- Société de production : Dragon Films
- Société de distribution : RKO Radio Pictures
- Pays de production :  Royaume-Uni
- Langue originale : anglais
- Format : noir et blanc — 35 mm — 1,37:1 — son Mono
- Genre : Comédie
- Durée : 96 minutes
- Date de sortie :
  - Royaume-Uni : 2 octobre 1956

## Distribution
- David Niven : Roger Tweakham
- Geneviève Page : Genevieve Gerard
- Ronald Squire : Marberry
- Beatrice Straight : Theora
- Wilfrid Hyde-White : Sir Horace Hogg
- Howard Marion-Crawford : Baggott
- Dorothy Alison : Mme Tweakham
- Miles Malleson : M. Blucher
- Richard Wattis : Worthington
- Martin Boddey : un détective
- Irene Handl : la réceptionniste
- Charles Carson : le juge

## Autour du film
- C'est le dernier film de Roy Kellino, qui meurt d'une crise cardiaque avant sa sortie[1].